# Ungleichung
Eine Ungleichung ist ein Gegenstand der Mathematik, mit dem Größenvergleiche formuliert und untersucht werden können. Jede Ungleichung besteht aus zwei Termen, die durch eines der Vergleichszeichen {\displaystyle <} (Kleinerzeichen), {\displaystyle \leq } (Kleinergleichzeichen), {\displaystyle \geq } (Größergleichzeichen) oder {\displaystyle >} (Größerzeichen) verbunden sind. Oft spricht man anstatt von einer Ungleichung auch von einer Abschätzung, wenn man mit Hilfe einer Ungleichung das Wachstum eines komplexen Terms durch einen einfacheren Term kontrolliert.
Sind {\displaystyle T_{1}} und {\displaystyle T_{2}} zwei Terme, dann ist {\displaystyle T_{1}<T_{2}} eine Ungleichung. Man spricht „{\displaystyle T_{1}} kleiner (als) {\displaystyle T_{2}}“. Wie bei einer Gleichung heißt {\displaystyle T_{1}} die linke Seite und {\displaystyle {T_{2}}} die rechte Seite der Ungleichung.
Die in den beiden Termen auftretenden Werte sind meist reelle Zahlen. Die durch das Vergleichszeichen angesprochene Ordnungsrelation bezieht sich dann auf die natürliche Anordnung der reellen Zahlen.

## Formen von Ungleichungen
Folgende fünf Formen von Ungleichungen sind möglich:
(1) {\displaystyle {T_{1}}<{T_{2}}} ({\displaystyle {T_{1}}} kleiner {\displaystyle {T_{2}}})
(2) {\displaystyle {T_{1}}\leq {T_{2}}} ({\displaystyle {T_{1}}} kleiner oder gleich {\displaystyle {T_{2}}})
(3) {\displaystyle {T_{1}}>{T_{2}}} ({\displaystyle {T_{1}}} größer {\displaystyle {T_{2}}})
(4) {\displaystyle {T_{1}}\geq {T_{2}}} ({\displaystyle {T_{1}}} größer oder gleich {\displaystyle {T_{2}}})
(5) {\displaystyle {T_{1}}\neq {T_{2}}}  ({\displaystyle {T_{1}}} ungleich {\displaystyle {T_{2}}})
Die Form (5) entsteht durch Negation einer Gleichung. Sie wird daher in der Mathematik in der Regel nicht eigens thematisiert.
Ungleichungen sind Aussageformen. Die auf den beiden Seiten einer Ungleichung vorkommenden funktionalen Terme beinhalten in der Regel Variablen, welche stellvertretend für Elemente aus dem Definitionsbereich der jeweiligen Terme stehen. Werden diese Variablen durch feste Elemente der jeweiligen Definitionsbereiche ersetzt (Einsetzen), so entstehen Aussagen, welche entweder wahr oder falsch sind.

## Umformung von Ungleichungen
Ähnlich wie bei Gleichungen ist es auch bei Ungleichungen möglich, diese in äquivalente Ungleichungen umzuformen. Äquivalente Ungleichungen haben die gleichen Lösungsmengen, daher ist das Umformen von Ungleichungen wichtig zum Lösen von Ungleichungen, worauf der hierauf folgende Abschnitt eingehen wird.
Im Folgenden werden wichtige Regeln zu äquivalenten Ungleichungen für die Vergleichszeichen {\displaystyle <} und {\displaystyle >} und für Terme im Körper der reellen Zahlen dargestellt. Diese Äquivalenzumformungsregeln gelten analog auch für die Vergleichszeichen {\displaystyle \leq }, {\displaystyle \geq } und {\displaystyle \neq }. Zudem werden weitere Regeln zu nicht äquivalenten Umformungen von Ungleichungen angeboten, die man oft in der Analysis – etwa bei Konvergenzbeweisen mittels Epsilontik – benötigt.

### Umkehrbarkeit
Ungleichungen können umgekehrt werden:
{\displaystyle ({T_{1}}\leq {}{T_{2}})\Leftrightarrow ({T_{2}}\geq {}{T_{1}})\,.}

### Monotoniegesetze im Zusammenhang mit den Grundrechenarten

#### Addition und Subtraktion

Invarianz der Kleiner-Relation bei der Addition mit einer Zahl auf beiden Seiten der Ungleichung

Für beliebige reellwertige Terme {\displaystyle T_{1}}, {\displaystyle T_{2}}, {\displaystyle T_{3}} und {\displaystyle T_{4}} gilt:
- Es ist {\displaystyle T_{1}<T_{2}} genau dann, wenn {\displaystyle T_{1}+T_{3}<T_{2}+T_{3}}.
- Es ist {\displaystyle T_{1}<T_{2}} genau dann, wenn {\displaystyle T_{1}-T_{3}<T_{2}-T_{3}}.

Es dürfen also auf beiden Seiten einer Ungleichung die gleichen Terme addiert oder subtrahiert werden, ohne dass sich die Lösungsmenge der Ungleichung ändert. Beispielsweise vereinfacht sich die Ungleichung {\displaystyle 5x<4x+7} durch Subtraktion des Terms {\displaystyle 4x} auf beiden Seiten zu der äquivalenten Ungleichung {\displaystyle x<7}.
Darüber hinaus gelten in Bezug auf die Addition auch noch weitere Regeln:
- Aus {\displaystyle T_{1}<T_{2}} und {\displaystyle T_{3}<T_{4}} folgt {\displaystyle T_{1}+T_{3}<T_{2}+T_{4}}.
- Aus {\displaystyle T_{1}\leq T_{2}} und {\displaystyle T_{3}<T_{4}} folgt {\displaystyle T_{1}+T_{3}<T_{2}+T_{4}}.
- Aus {\displaystyle T_{1}<T_{2}} und {\displaystyle T_{3}\leq T_{4}} folgt {\displaystyle T_{1}+T_{3}<T_{2}+T_{4}}.
- Aus {\displaystyle T_{1}\leq T_{2}} und {\displaystyle T_{3}\leq T_{4}} folgt {\displaystyle T_{1}+T_{3}\leq T_{2}+T_{4}}.

#### Multiplikation und Division
Für beliebige Terme {\displaystyle T_{1}}, {\displaystyle T_{2}} und {\displaystyle T_{3}} gilt:
- Aus {\displaystyle T_{1}<T_{2}} folgt {\displaystyle -T_{1}>-T_{2}}.
- Aus {\displaystyle 0<T_{1}<T_{2}} folgt {\displaystyle 0<1/T_{2}<1/T_{1}}.
- Aus {\displaystyle T_{3}>0} und {\displaystyle T_{1}<T_{2}} folgt {\displaystyle T_{1}T_{3}<T_{2}T_{3}} und {\displaystyle T_{1}/T_{3}<T_{2}/T_{3}}.
- Aus {\displaystyle T_{3}<0} und {\displaystyle T_{1}<T_{2}} folgt {\displaystyle T_{1}T_{3}>T_{2}T_{3}} und {\displaystyle T_{1}/T_{3}>T_{2}/T_{3}}.

Regel

Regel

Hier gilt demnach folgende Merkregel:
Bei Punktrechnung mit einer reellen Zahl > 0 bleiben die Vergleichszeichen erhalten, während sie sich bei Punktrechnung mit einer reellen Zahl < 0 umkehren.
So sind zum Beispiel die Ungleichungen {\displaystyle -3x<12} und {\displaystyle x>-4} äquivalent, wie man mit Hilfe von Division durch {\displaystyle -3} erkennt.
Darüber hinaus gelten in Bezug auf die Multiplikation innerhalb der Gruppe {\displaystyle (\mathbb {R} ^{>0},\cdot )} der positiven reellen Zahlen auch noch weitere Regeln:
- Aus {\displaystyle T_{1}<T_{2}} und {\displaystyle T_{3}<T_{4}} folgt {\displaystyle T_{1}T_{3}<T_{2}T_{4}}.
- Aus {\displaystyle T_{1}\leq T_{2}} und {\displaystyle T_{3}<T_{4}} folgt {\displaystyle T_{1}T_{3}<T_{2}T_{4}}.
- Aus {\displaystyle T_{1}<T_{2}} und {\displaystyle T_{3}\leq T_{4}} folgt {\displaystyle T_{1}T_{3}<T_{2}T_{4}}.
- Aus {\displaystyle T_{1}\leq T_{2}} und {\displaystyle T_{3}\leq T_{4}} folgt {\displaystyle T_{1}T_{3}\leq T_{2}T_{4}}.

### Anwenden einer Funktion
Durch Anwenden einer streng monotonen Funktion auf beide Seiten einer Ungleichung erhält man wieder eine Ungleichung mit derselben Lösungsmenge wie die Ausgangs-Ungleichung.
Ähnlich wie bei den Monotoniegesetzen allerdings muss auch hier unter Umständen das Vergleichszeichen gedreht werden. Wendet man nämlich eine streng monoton wachsende Funktion auf beide Seiten an, ändert sich das Vergleichszeichen dadurch nicht, wohl aber, wenn man eine streng monoton fallende Funktion benutzt: In diesem Fall muss das Vergleichszeichen {\displaystyle <} dann durch das entsprechend umgekehrte Zeichen {\displaystyle >} ersetzt werden, analog das Vergleichszeichen {\displaystyle \leq } durch das {\displaystyle \geq }-Zeichen und umgekehrt.

#### Beispiele
Der natürliche Logarithmus {\displaystyle \ln } und die Wurzelfunktion {\displaystyle \surd } sind streng monoton wachsende Funktionen und können daher, ohne dass man dabei die Vergleichszeichen drehen müsste, zur Umformung von Ungleichungen verwendet werden. Seien {\displaystyle T_{1},T_{2}} zwei Terme, gilt dann dementsprechend zum Beispiel
{\displaystyle 0<T_{1}<T_{2}\Leftrightarrow \ln(T_{1})<\ln(T_{2})\Leftrightarrow {\sqrt {T_{1}}}<{\sqrt {T_{2}}}\,.}
Vorsicht dagegen ist geboten, wenn es sich um Exponentialfunktionen handelt, die je nach ihrer Basis {\displaystyle a} streng monoton steigend, aber auch fallend sein können:
{\displaystyle 0<T_{1}<T_{2}\Leftrightarrow a^{T_{1}}<a^{T_{2}}\quad {\mathtt {f{\ddot {u}}r\ a>1,\ aber:}}\quad a^{T_{1}}>a^{T_{2}}\quad {\mathtt {f{\ddot {u}}r\ a<1}}.}
Gleiches gilt für den Logarithmus zu einer beliebigen Basis {\displaystyle a}:
{\displaystyle 0<T_{1}<T_{2}\Leftrightarrow \log _{a}(T_{1})<\log _{a}(T_{2})\quad {\mathtt {f{\ddot {u}}r\ a>1,\ aber:}}\quad \log _{a}(T_{1})>\log _{a}(T_{2})\quad {\mathtt {f{\ddot {u}}r\ a<1}}.}
Zum Beispiel:
{\displaystyle 0<0{,}8^{n}\leq 0{,}05\quad {\mathtt {aber:}}\quad n\,\geq \,\log _{0,8}(0{,}05)\quad {\mathtt {bzw.}}\quad n\,\geq \,{\frac {\ln(0{,}05)}{\ln(0{,}8)}}}
{\displaystyle \log _{0{,}8}(0{,}05)\approx 13{,}43;\quad n\geq 13{,}43}

## Lösen von Ungleichungen
Eine Frage beim Umgang mit Ungleichungen ist – ähnlich wie bei der Lösung von Gleichungen – die Frage nach der Lösungsmenge der Ungleichung. Hier ist die Frage zu beantworten, ob und wenn ja welche Elemente der Definitionsbereiche beim Einsetzen in die beiden Terme eine wahre oder falsche Aussage liefern. Eine wichtige Technik zum Finden der Lösungsmenge ist das Umformen der Ungleichung in eine einfachere Form.

## Abschätzungen
Häufig ist nicht die Bestimmung einer Lösungsmenge einer Ungleichung von Interesse, sondern es kann auch von Interesse sein, einen Term zusammen mit seiner Definitionsmenge durch einen anderen Term mit der gleichen Definitionsmenge abzuschätzen. Eine Ungleichung {\displaystyle T_{1}<T_{2}} nennt man dann auch eine Abschätzung und sagt, man habe {\displaystyle T_{1}} nach oben durch {\displaystyle T_{2}} und umgekehrt {\displaystyle T_{2}} nach unten durch {\displaystyle T_{1}} abgeschätzt. Eine Abschätzung {\displaystyle T_{1}<T_{2}} von {\displaystyle T_{1}} nach oben wird „vergröbert“, indem man „{\displaystyle T_{2}} vergrößert“, das heißt, indem man {\displaystyle T_{2}} durch eine Zahl {\displaystyle T_{3}>T_{2}} ersetzt; nach dem Transitivitätsgesetz gilt dann auch die Abschätzung {\displaystyle T_{1}<T_{3}}. Bei der Untersuchung von Grenzwerten kann man beispielsweise komplizierte Ausdrücke so vergrößern, dass man leichter sehen kann, dass der Grenzwert des Ausgangsterms unter einer Schranke bleibt.

## Bekannte Ungleichungen
In allen mathematischen Teilgebieten gibt es Sätze zur Gültigkeit von Ungleichungen. Das heißt, gewisse mathematische Aussagen sichern unter bestimmten Umständen die Richtigkeit einer vorgegebenen Ungleichung für eine gewisse Definitionsmenge. Im Folgenden werden einige wichtige Ungleichungen kurz erwähnt.

### Dreiecksungleichung
Nach der Dreiecksungleichung ist im Dreieck die Summe der Längen zweier Seiten {\displaystyle a} und {\displaystyle b} stets mindestens so groß wie die Länge der dritten Seite {\displaystyle c}. Das heißt formal {\displaystyle c\leq a+b}.
Diese Ungleichung kann für viele mathematische Objekte verallgemeinert werden. Beispielsweise ist die Ungleichung
{\displaystyle |a+b|\leq |a|+|b|}
für die Betragsfunktion eine Verallgemeinerung der zuvor genannten Ungleichung und gilt für alle reellen Zahlen. Sie trägt ebenfalls den Namen Dreiecksungleichung. Diese Ungleichung kann auch für Betrag komplexer Zahlen oder für Integrale verallgemeinert werden (siehe Minkowski-Ungleichung).

### Cauchy-Schwarz-Ungleichung
Sei {\displaystyle V} Prähilbertraum also ein Vektorraum mit Skalarprodukt {\displaystyle \langle \cdot ,\cdot \rangle } und seien {\displaystyle x} und {\displaystyle y} Elemente aus {\displaystyle V}, dann gilt immer die Ungleichung
{\displaystyle |\langle x,y\rangle |^{2}\leq \langle x,x\rangle \cdot \langle y,y\rangle \,.}
Gleichheit gilt genau dann, wenn {\displaystyle x} und {\displaystyle y} linear abhängig sind. Vektorräume mit Skalarprodukt treten in vielen mathematischen Teilgebieten auf. Daher ist die Cauchy-Schwarz-Ungleichung auch in vielen Teildisziplinen der Mathematik von Bedeutung, beispielsweise wird sie in der linearen Algebra, der Integrationstheorie und in der Wahrscheinlichkeitstheorie verwendet.

## Erweiterung des Begriffes
Bis jetzt wurden in diesem Artikel nur Ungleichungen betrachtet, deren Terme Werte in den reellen Zahlen annehmen. Der Ungleichungsbegriff wird gelegentlich – jedoch nicht einheitlich – zum Beispiel auf komplexe Zahlen, Vektoren oder Matrizen erweitert. Um Ungleichungen für diese Objekte betrachten zu können, müssen zuerst die vier Vergleichszeichen <, ≤, > und ≥ – im Folgenden auch Relationen genannt – für diese Objekte definiert werden.

### Komplexe Zahlen
Die Menge der komplexen Zahlen {\displaystyle \mathbb {C} } ist zusammen mit der üblichen Addition und Multiplikation ein Körper, jedoch ist es nicht möglich eine Relation ≤ so zu wählen, dass {\displaystyle (\mathbb {C} ,+,\times ,\leq )} zu einem geordneten Körper wird. Das heißt, es ist nicht möglich, dass eine Relation auf {\displaystyle (\mathbb {C} ,+,\times ,\leq )} sowohl das Trichotomie-, das Transitivitäts- und das Monotoniegesetz erfüllt. Jedoch wird manchmal eine Relation, die durch
{\displaystyle x<y:\Leftrightarrow \operatorname {Re} (x)<\operatorname {Re} (y)\lor \left(\operatorname {Re} (x)=\operatorname {Re} (y)\land \operatorname {Im} (x)<\operatorname {Im} (y)\right)}
definiert ist, betrachtet. Hierbei bezeichnen {\displaystyle x,y} komplexe Zahlen und {\displaystyle \operatorname {Re} } den Realteil beziehungsweise {\displaystyle \operatorname {Im} } den Imaginärteil einer komplexen Zahl. Diese Definition der Relation erfüllt das Trichotomie- und das Transitivitätsgesetz.

### Spaltenvektoren
Auch für Spaltenvektoren ist es möglich Relationen zu definieren. Seien {\displaystyle x,y\in \mathbb {R} ^{n}} zwei Spaltenvektoren mit {\displaystyle x=(x_{1},x_{2},\ldots ,x_{n})^{T}} und {\displaystyle y=(y_{1},y_{2},\ldots ,y_{n})^{T}} wobei {\displaystyle x_{i}} and {\displaystyle y_{i}} reelle Zahlen sind. Relationen auf {\displaystyle \mathbb {R} ^{n}} kann man dann beispielsweise durch
{\displaystyle x<y:\Leftrightarrow i=1,\ldots ,n:\ x_{i}<y_{i}}
und durch
{\displaystyle x\leq y:\Leftrightarrow i=1,\ldots ,n:\ x_{i}\leq y_{i}}
definieren. Analog kann man auch die Relationen ≥ und > erklären. Hier ist es allerdings nicht möglich, alle Elemente miteinander zu vergleichen. Beispielsweise kann keines der vier Vergleichszeichen ein Verhältnis zwischen den Elementen {\displaystyle x:=(2,5)^{T}} und {\displaystyle y:=(3,4)^{T}} beschreiben.

### Weitere Beispiele
- Ist {\displaystyle A\in \mathbb {R} ^{n\times n}}, so definiert man {\displaystyle A>0} genau dann, wenn {\displaystyle A} positiv definit ist. Sind {\displaystyle A,B\in \mathbb {R} ^{n\times n}}, so gilt {\displaystyle A>B} genau dann, wenn {\displaystyle A-B>0}. Ähnlich können auch {\displaystyle <} oder {\displaystyle \leq ,\geq } (semidefinit) definiert werden.
- Sei {\displaystyle (E,\|\cdot \|)} ein reeller Banachraum und {\displaystyle K\subseteq E} ein Kegel. Sind {\displaystyle x,y\in E}, so gilt {\displaystyle x\leq y} genau dann, wenn {\displaystyle y-x\in K}.

## Geschichte
Schon in der Antike waren Ungleichungen geometrischer Natur bekannt. In Euklids Elementen werden die Dreiecksungleichung, die Ungleichung vom arithmetischen und geometrischen Mittel für den zweidimensionalen Fall und die isoperimetrische Ungleichung angegeben. Rigorose Beweise zogen sich aber bis ins 19. und 20. Jahrhundert hin. Die Art und Weise, wie Archimedes eine Näherung für die Kreiszahl berechnete, zeigt, dass den Griechen ein Verständnis gegeben war, wie man mit Ungleichungen umgeht. Danach gab es lange Zeit keine größeren Fortschritte mehr, ehe Newton seine nach ihm benannten Ungleichungen im 17. Jahrhundert entdeckte, die in einer ähnlichen Form seinem Zeitgenossen Colin Maclaurin bekannt waren. Mit dem Aufkommen der Analysis kam ein großer Aufschwung in die Forschung der Ungleichungen auf, weshalb die meisten Ungleichungen nach Mathematikern nach dem 17. Jahrhundert benannt sind.
Seit dem 20. Jahrhundert gibt es auch das Interesse, das Gebiet der Ungleichungen selbst zu erforschen. Die Mathematiker G. H. Hardy, J. E. Littlewood und G. Pólya veröffentlichten mit dem 1934 erschienenen Buch Inequalities eine erste systematische Sammlung der Ungleichungen mit Angaben des Entdeckers. Eines der umfangreichsten Werke ist das von Dragoslav Mitrinović, der in mehreren Büchern versuchte, alle damals bekannten Ungleichungen zu sammeln.